# Old Drift Cemetery

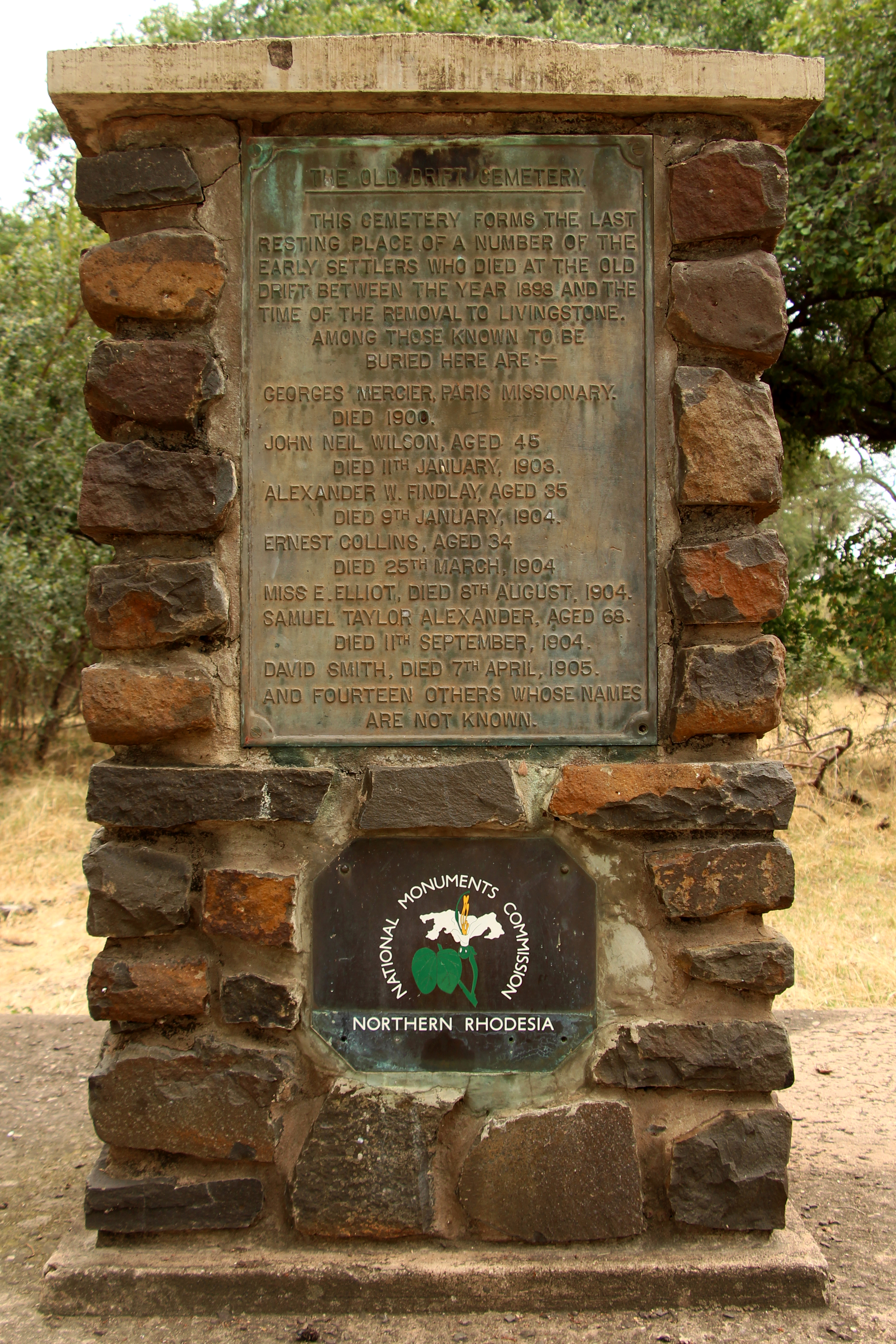

Der Old Drift Cemetery ist eine kleine Grabstätte nahe dem Sambesi-Fluss im heutigen Sambia im Mosi-oa-Tunya-Nationalpark. Er beherbergt die Gräber früher europäischer Siedler und Besucher der nahegelegenen Victoriafälle, die an Krankheiten wie der Malaria starben. Die Siedler gründeten den Ort Old Drift im Bereich der Sümpfe und Wasserfälle, verließen das Gebiet jedoch aufgrund der dort in Massen auftretenden Mücken und der durch diese übertragenden Krankheiten. Sie gründeten schließlich eine Ansiedlung in etwas höherer Lagen, wo sich die heutige Stadt Livingstone bildete.
Die Aufschrift auf einer gusseisernen Plakette auf der Grabstelle lautet:
THE OLD DRIFT CEMETERY
This cemetery forms the last resting place of a number of the early settlers who died at the old drift between the year 1898 and the time of the removal to Livingstone.
Among those known to be buried here are: –
- Georges Mercier, Paris Missionary, died 1908.
- John Neil Wilson, aged 45, died 11 January 1903.
- Alexander W. Findlay, age 35, died 9 January 1904.
- Ernest Collins, age 34, died 25 March 1904.
- Miss E. Elliott, died 8 August 1904.
- Samuel Thomas Alexander,[2] aged 68, died 11 September 1904.
- David Smith, died 7 April 1905.

And 14 others whose names are not known.

## Belege
1. ↑  Chris McIntyre: Bradt Zambia: The Bradt Travel Guide. Bradt Travel Guides, 2008, ISBN 978-1-84162-226-2, S. 160 (google.com).
2. ↑  Plaque from Old Drift. In: Zambia & Rhodesia Genealogy leads web site. 5. Dezember 2009, abgerufen am 28. Juli 2019.(Als Name ist Samuel Taylor Alexander angegeben)

Koordinaten: 17° 52′ 5″ S, 25° 48′ 1″ O